# Janus Gerbais de Sonnaz
Le major-général comte Janus (de) Gerbais (de) Sonnaz d'Habères, né le 1er novembre 1736 à Thonon et mort le 15 février 1814 à Chambéry, est un militaire de carrière savoyard.

## Biographie

### Appartenance à la noblesse savoyarde
Janus Gerbais (parfois Gerbaix) de Sonnaz est né le 1er novembre 1736, et baptisé le 3, à Thonon, dans la province du Chablais du duché de Savoie, composante du royaume de Sardaigne. Il est le fils de Claude-Jean-Baptiste de Gerbais de Sonnaz (1690-ca.1754), seigneur d'Habères et de l'Annonciade, militaire de carrière, lieutenant au régiment de Savoie, et syndic de Thonon, et de Françoise Madeleine de Conzié (1709-1792),,,,. Cette dernière est la fille du marquis d'Allemogne, Édouard de Conzié, et l'héritière de son frère, François-Joseph de Conzié, des titres de comte des Charmettes et de Chanaz, ainsi que du titre de baron d'Arenthon dont son fils, Janus, héritera. Il est le quatrième enfant du couple. Seul son frère Joseph-Hippolite poursuit une carrière militaire.
Janus Gerbais de Sonnaz d'Habères est comte de Sonnaz, baron d'Arenthon, héritier des titres de seigneur d'Habères, Buffavent, Vernaz. Il est membre de la branche cadette dite d'Habères de la famille des Gerbais de Sonnaz, originaire du Chablais savoyard,.
Il est fait page de la duchesse de Savoie en 1749. Il effectue comme son père une carrière militaire à partir de 1755.

### Carrière militaire
Colonel au régiment de Savoie, il participe aux différentes campagnes de cette période (1792 à 1796) afin d'assurer la défense du duché de Savoie, puis du royaume de Sardaigne face à l'offensive des troupes révolutionnaires françaises.
Au début du conflit, il appartient à la légion des campements, un corps d'élite du génie et de l'état-major. Il est nommé le 8 mars 1792 colonel commandant du régiment de Savoie. Dans la nuit du 21 au 22 septembre 1792, l'Armée des Alpes française commandée par le général Montesquiou, dans laquelle on retrouve la « Légion des Allobroges », envahit le duché de Savoie. Le bataillon que commande Janus, le reste de la troupe se trouvant en Piémont, doit se replier jusque dans la plaine du Pô afin de réorganiser la défense du royaume. En 1794, il obtient le grade de major-général d'infanterie d'armée,. En 1796, il devient commandant de la première division de l'armée royale. La même année, à la suite de la défaite face aux troupes françaises menées par Napoléon Bonaparte, le roi Victor-Amédée III de Sardaigne est contraint de signer l’armistice de Cherasco. L'armée est licenciée mais le roi peut maintenir une dizaine de régiments. Le général Janus est maintenu dans son commandement de la brigade de Savoie jusqu'en 1798.
En 1798, il devient gouverneur de la ville d'Ivrée et de sa province, puis de la ville d'Alexandrie et de sa province,. Janus est licencié de l'armée en 1800, la veille de la bataille de Marengo, et il part se retirer sur ses terres savoyardes, dans le château d'Arenthon,.

### L'appel aux armes
Janus Gerbais de Sonnaz réalise son fait d'armes lorsque le 17 janvier 1814,, à l'âge de soixante-dix-sept ans, il lance un appel aux anciens militaires de l'armée sarde afin de reformer des troupes pour chasser l'occupant français, créer un gouvernement provisoire et enfin rétablir Victor-Emmanuel Ier. Au même moment, à Chambéry, le comte Henri Costa de Beauregard tente une action diplomatique.
Le vieux comte de Sonnaz avait rencontré le colonel autrichien Joseph-Franz, baron von Simbschen en Valais quelques semaines auparavant,. Ce dernier lance un appel à Thônon le 14 janvier au cri de «Savoyards, Aux armes ! aux armes ! le moment est venu de secouer le joug que vous a imposé un despote ambitieux (...)». Janus de Sonnaz, alors à Arenthon, rejoint le baron autrichien et après concertation avec ce dernier lance son propre appel le 17 :

« Braves guerriers de Savoie,
Votre vieux général vous appelle à servir votre roi, votre patrie et la cause commune de l'Europe. Nous devons écarter tout esprit de parti, tout haine, toute vengeance particulière. Notre unique but est de servir notre bon roi, de rendre son nom à la patrie et de coopérer de toutes nos forces au rétablissement du repos et de la paix du monde.
Quel est le Savoyard qui serait sourd à la voix de la patrie et de l'honneur, qui ne voudrait pas partager les périls et les lauriers de ses compatriotes et de nos vaillants libérateurs ?
J'établis mon quartier-général à Thonon, le 17 janvier 1814. Le comte de Sonnaz,. »

Cet appel peut surprendre dans la mesure où il anticipe un retour de la Maison de Savoie, avant que celle-ci n'ait réellement entrepris d'actions particulières. Surtout que trois de ces fils ont servi sous le drapeau français lors des conquêtes napoléoniennes.
Il s'établit donc à Thonon et forme un corps de volontaires savoyards. Le général autrichien Ferdinand von Bubna und Littitz lui envoie quelques armes. Au cours des différentes actions diplomatiques et militaires, le comte de Sonnaz n'arrive pas à convaincre le maire de Chambéry, le marquis Jean-Baptiste d'Oncieu, de se rallier à sa cause. Ce dernier rappelant le traité de 1796 et l'allégeance faite à l'Empereur Napoléon. Face à ces hésitations et à l'offensive française, les troupes de volontaires savoyards, constitués principalement d'officiers et mal équipés, doivent se replier sur Genève et sont sévèrement jugées par le général autrichien. Même si les objectifs du vieux comte ne sont pas ceux qu'il espérait, il semble qu'un «réveil manifeste» soit apparu, dont Joseph de Maistre, depuis la Russie, en ait eu vent. La répression politique française sur le territoire du duché est immédiate.
Janus de Gerbais de Sonnaz meurt d'épuisement le 15 février 1814 à Chambéry,.

## Descendance
Janus de Gerbais de Sonnaz épouse en 1773, en premières noces, Julie de Lombard de la Balme, fille du comte de Montchalin. Celle-ci meurt, sans postérité, trois ans plus tard,,. Il épouse alors en 1779 Christine de Maréchal (1758-1822), fille de Jacques Maréchal, comte de Somont/Saumont,,,. Ils auront sept enfants dont cinq survécurent. Parmi eux, on retient les fils ayant embrassé une carrière militaire et politique :
- Joseph Marie (1780-1861), militaire, syndic de la ville de Thonon
- Le général Hippolyte (1783-1871), militaire, homme politique et député italien
- Le général Hector (1787-1867), militaire, homme politique et sénateur italien.
- Capitaine Ferdinand (1789-1812), militaire, mort lors de la campagne de Russie (au service de la France)
- Le général Alphonse (1796-1882), militaire, homme politique et député italien.